# Avaniapuram
Avaniapuram é uma panchayat (vila) no distrito de Madurai , no estado indiano de Tamil Nadu.

## Demografia
Segundo o censo de 2001,  Avaniapuram  tinha uma população de 51,587 habitantes. Os indivíduos do sexo masculino constituem 51% da população e os do sexo feminino 49%. Avaniapuram tem uma taxa de literacia de 75%, superior à média nacional de 59.5%; com 55% para o sexo masculino e 45% para o sexo feminino. 11% da população está abaixo dos 6 anos de idade.